# Ellinor Flor
Ellinor Flor, född 16 januari 1946 i Steinkjer, är en norsk konsthantverkare och modeskapare.
Flor utbildade sig vid Kunsthåndverksskolen i Bergen. Inledningsvis blev hon känd för sina fantasifulla hattar och särpräglade modeplagg. Sedan 1985 har hon rönt framgångar som formgivare av stickade plagg som förenar ett modernt formspråk med gamla norska stickmönster.
År 1995 presenterade Flor för första gången verk som inte var till för att användas utan var självständiga konstverk, med kommentarer till händelser som Flor själv hade upplevd eller läst om under de föregående åren. I samband med sin femtionde födelsedag anordnade hon sin första retrospektiva utställning på Nordenfjeldske Kunstindustrimuseum i Trondheim.
Hon har författat böckerna Rosa heimafrå (1991) och Diva Donna Darling (1993).
Flor har tilldragit sig intresse i modevärlden både i Norge och utomlands, och är representerad på flera museer i Norge. År 1992 mottog hon Jacobpriset.